# Запереділля
Запереді́лля — село в Україні, у Закарпатській області, Міжгірській селищній громаді.
Присілки: Лисі, Бобиничі, Кабул, Рябичі, Луги, Заліктя, Копаня, Пойди, Палапи, Луги. Розмежовував два села: Волове і Вучкове.
Вперше згадується у 1851 році. У 1877 році — як угор. Zaperegyila, 1892 — Záperegyil, 1898 — Záperegyil, 1907 — Gombástelep, 1925 — Zaperedjil, 1930 — Zapredil, 1944 — Gombástelep, Запередель, 1983 — Запереділля, рос. Запеределье.

## Населення
Згідно з переписом УРСР 1989 року чисельність наявного населення села становила 1011 осіб, з яких 501 чоловік та 510 жінок.
За переписом населення України 2001 року в селі мешкало 1038 осіб.

### Мова
Розподіл населення за рідною мовою за даними перепису 2001 року:
| Мова       | Відсоток |
| ---------- | -------- |
| українська | 99,62 %  |
| російська  | 0,29 %   |
| білоруська | 0,10 %   |

## Туристичні місця
- Потік Передільський
- Канатна дорога з гірською панорамою

Церква св. Юрія. 1931
Дерев’яну церкву базилічної форми з бічними прибудовами збудував талановитий міжгірський майстер Олекса Карпа, про якого згадує у своїх щоденниках відомий поет Василь Ґренджа-Донський.
Церква має гарні пропорції й оригінальні художні деталі, зокрема одвірок вхідних дверей, обрамлення вікон нави, кругле вікно та фронтон головного фасаду, карнизи.
На жаль, пізніше всю споруду вкрили бляхою.